# 小蠔

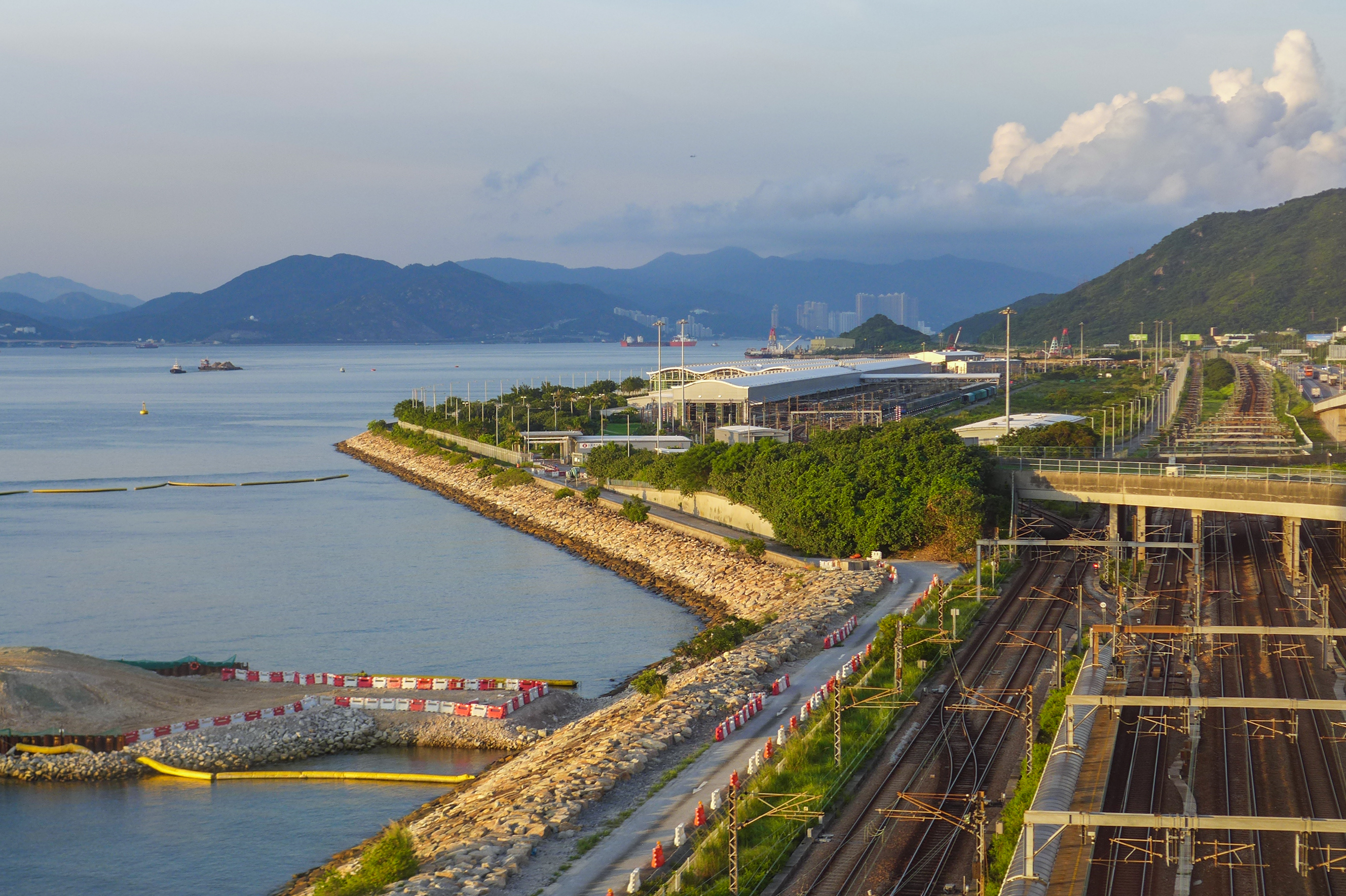
港鐵小蠔灣車廠

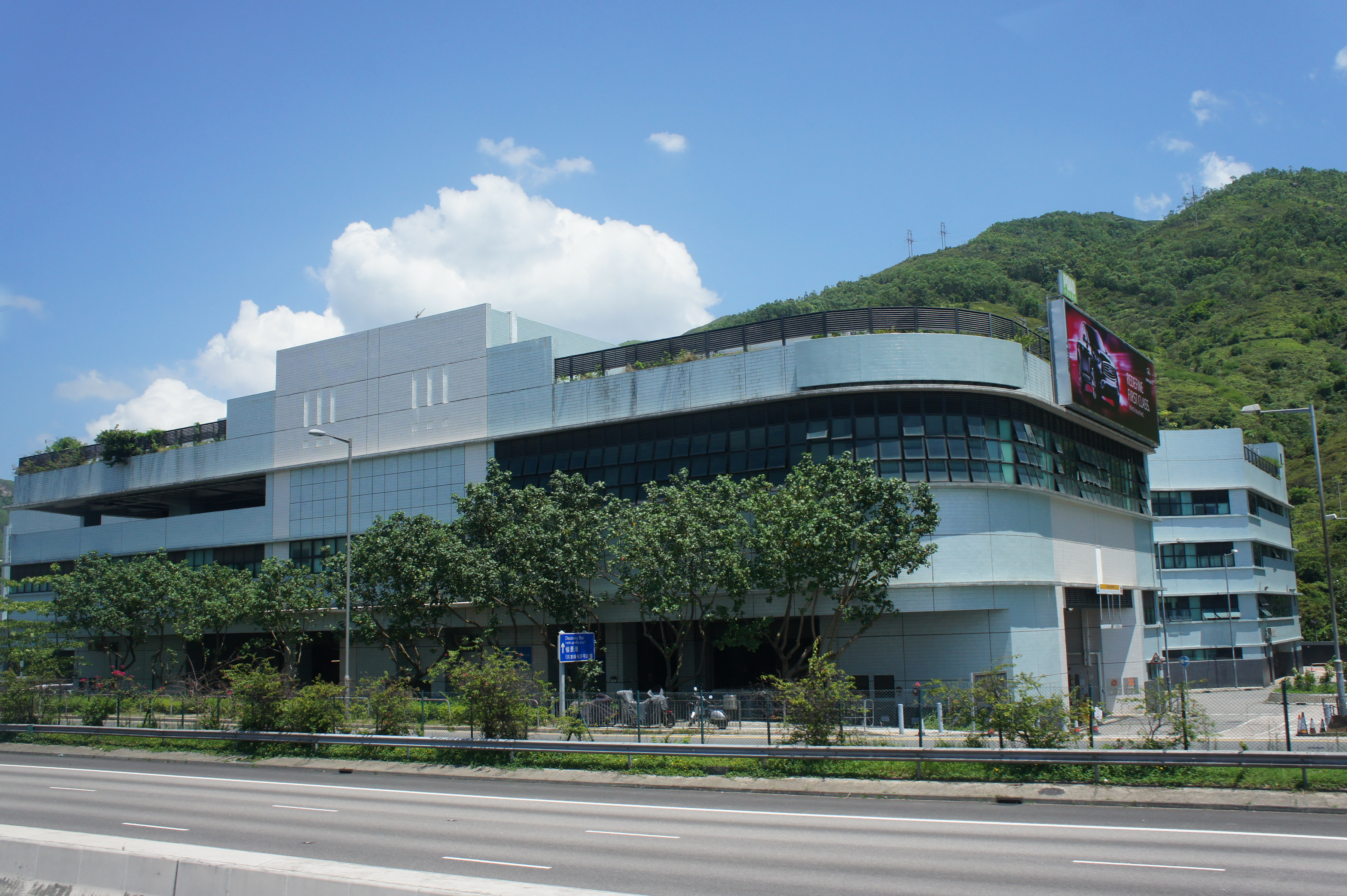
小蠔灣政府維修廠，前方道路為北大嶼山公路

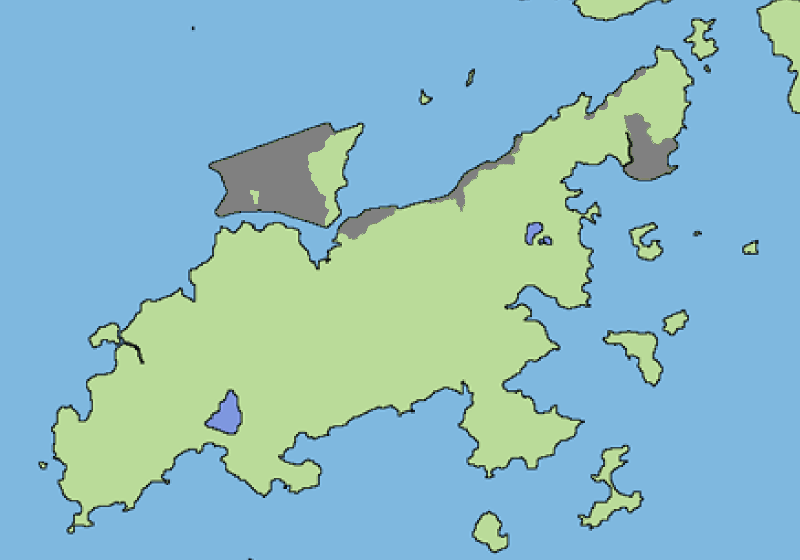
大嶼山及赤鱲角填海範圍

小蠔（英語：Siu Ho），或作小濠，是位於香港新界大嶼山北部的一個地方，位於陰澳之西，大蠔之東，香港行政區劃上屬於離島區，但是所有公共交通工具上的車廠屬於荃灣區；其對出在填海前有一個名為小蠔灣（英語：Siu Ho Wan）的海灣。

## 歷史
香港總督衛奕信在1989年10月公佈《港口及機場發展策略》，並將當中的基建項目歸納為《機場核心計劃》，當時規劃中的北大嶼山公路及機場鐵路將在小蠔北部的新填海地穿過，小蠔也將會與鄰近的大蠔合併發展為「大蠔新市鎮」，並且與東涌新市鎮組成北大嶼山新市鎮。地下鐵路公司（今港鐵公司）當時公佈東涌綫的早期方案，亦計劃在小蠔興建車廠、小蠔灣站及上蓋物業。為了興建北大嶼山公路及機場快線的車廠，小蠔灣被填海。1990年代初，因為中國政府反對香港耗費巨資建築新機場等基建項目，在中方施壓下港府同意縮減《機場核心計劃》的規模，需要在東涌和大蠔的新市鎮計劃中作出抉擇，最終優先發展東涌，大蠔新市鎮計劃則留待1997年7月成立時特區政府決定是否落實，特區政府在2000年代初為地產界推出孫九招，停止主動推售土地及建立土地儲備，停建資助自置房屋，減少建屋量以托高樓價，大蠔新市鎮計劃因而遭到擱置，小蠔的發展也隨之停擺。此後該處長期只有港鐵小蠔灣車廠、龍運及城巴車輛維修廠、廢物轉運站、污水處理廠、濾水廠、廚餘回收中心、車輛扣留中心及愉景灣隧道等公共設施，並沒有多層住宅及商業樓宇，除附近的山腳有零散的村屋外沒有其他民居。
特區政府在2010年代初計劃於小蠔灣填海100至150公頃興建物流園，惟填海範圍與中華白海豚出沒的深水區域重疊，環境諮詢委員會建議縮減填海範圍，否則應該擱置計劃。時任發展局局長陳茂波表示，考慮在小蠔灣填海時，發展局已經提出研究中華白海豚的生活環境，因此定必尊重科學研究結果，故此同意收窄填海範圍；他表示會研究小蠔灣車廠上蓋及在其範圍發展房屋用途。
早在1980年代末期，當年的港府及地鐵公司已規劃在機鐵小蠔灣車廠興建商住項目，後來因為大蠔新市鎮計劃被擱置，小蠔灣車廠上蓋的項目到2020年代初才由港鐵重啟。該物業名為「小蠔灣」（Oyster Bay），將分為四期發展，提供兩萬多伙單位。首三期全屬公私營混合模式發展，而第四期全部為公營房屋單位。項目設30萬平方呎商場，幼兒園和中小學。首批居民估計於2030年入伙。而港鐵指出由於伙數多，每期數將再細分多個階段興建。由於小蠔灣車廠地契條款只容許土地作鐵路維修車廠，加入住宅等相關用途需要進行契約修訂。到2022年11月，港鐵與政府簽訂換地文件，涉及逾86億元補地價。港鐵公司需承擔約360億元的前期費用，合共最少446億元。費用包括重置車廠、物業備置工程（包括加建車廠上蓋平台）及地盤平整工程。
首期項目位於西南面，總樓面達約131.3萬平方呎，另有約6.74萬方呎商場樓面，將提供1200至1900個住宅單位，最快可於2027至2028年推售樓花，預計2030年入伙。而項目並沒有補地價條款下，發展中標發展商須向港鐵支付12億元，同時要就分紅比例向港鐵自行提出建議，並負責興建商場、平台及車站設施等，其中商場建成後須交還予港鐵負責營運和管理。項目在2022年12月8日進行招收意向書，並接獲33份。但2023年2月8日截標當日只接獲3份標書，包括長實、新地及會德豐地產。到同年2月13日港鐵表示項目流標，並會於適時重新招標。

## 特色
- 附近有行山徑，前往大東山。
- 附近的白芒村，有大量史前古物出土，另外發現兩漢時期，兩晉時期及唐朝文物，甚具歷史價值。

## 交通
- 新大嶼山巴士36線： 東涌市中心-翔東路-小蠔灣-迪士尼樂園（每天固定班次5班，但該路線其中有一班車會在每逢星期一至六07:58由該站起載前往東涌市中心）
- 港鐵東涌綫小蠔灣站（興建中）

## 區議會議席分佈
由於小蠔現時主要用作車廠用途，理論上沒有常住人口，而整個小蠔都劃入大嶼山選區。惟有部分以小濠灣為名的建築（如深豐路一帶的巴士車廠）位處青洲仔半島內，屬荃灣區馬灣選區。